# Poilly

Poilly este o comună în departamentul Marne, Franța. În 2009 avea o populație de 90 de locuitori.